# Tom Atkins
Tom Atkins (Pittsburgh, 13 november 1935) is een Amerikaans acteur.

## Biografie
Atkins werd geboren in Pittsburgh en gedurende zijn tienerjaren was hij een fan van horror- en sciencefictionfilms, vooral van de film The Thing from Another World. Eerst was hij niet van plan om acteur te worden, totdat hij een vrouw ontmoette op College die in een theatergezelschap speelde en besloot om acteur te worden. Hierna ging hij studeren aan de Duquesne University in Pittsburgh.
Atkins is getrouwd en heeft hieruit een kind, en woont met zijn gezin nu in Washington County (Pennsylvania).

## Filmografie

### Films
Uitgezonderd korte films.
- 2019 Trick - als Talbott
- 2018 Encounter - als professor Westlake
- 2014 Judy's Dead – als Roy
- 2014 Apocalypse Kiss - als John Vogle
- 2011 Drive Angry – als Cap
- 2010 The Chief – als Art Rooney sr.
- 2009 Trapped – als rechercheur Abbott
- 2009 Shannon's Rainbow – als kapitein Martin
- 2009 My Bloody Valentine – als sheriff Jim Burke
- 2002 Turn of Faith – als Charlie Ryan
- 2001 Out of the Black – als Eugene Carter
- 2000 Bruiser – als rechercheur McCleary
- 1999 The Rockford Files: If it Bleeds... It Leads – als Alex Diehl
- 1996 Dying to Be Perfect: The Ellen Hart Pena Story – als Henry Hart
- 1996 The Rockford Files: If the Frame Fits... – als Alex Diehl
- 1993 Striking Distance – als Fred Hardy
- 1993 Sworn to Vengeance – als Ed Barry
- 1992 Bob Roberts – als dr. Caleb Menck
- 1992 What She Doesn't Know – als Roy
- 1991 Cry in the Wild: The Taking of Peggy Ann – als Jamieson
- 1990 Due occhi diabolici – als rechercheur Grogan
- 1990 Kojak: Flowers for Matty – als Ian Conner
- 1989 The Heist – als rechercheur Leland
- 1989 Dead Man Out – als Berger
- 1988 Maniac Cop – als Frank McCrae
- 1987 A Stranger Waits – als sheriff Collier
- 1987 Lethal Weapon – als Michael Hunsaker
- 1986 Night of the Creeps – als Ray Cameron
- 1986 Blind Justice – als Kramer
- 1985 The New Kids – als MacWilliams
- 1983 Murder Me, Murder You – als Jack Vance
- 1982 Skeezer – als Dr. Chanless
- 1982 Halloween III: Season of the Witch – als Daniel Challis
- 1982 Creepshow – als Stan
- 1982 Desperate Lives – als John Cameron
- 1981 Escape from New York – als Rehme
- 1980 The Ninth Configuration – als sergeant Krebs
- 1980 Power – als Buck Buchanan
- 1980 The Fog – als Nick Castle
- 1978 A Death in Canaan – als Bragdon
- 1977 Tarantulas: The Deadly Cargo – als Buddy
- 1976 Special Delivery – als politieagent
- 1975 Miles to Go Before I Sleep – als O'Dell
- 1970 The Owl and the Pussycat – als jongen in auto
- 1970 Where's Poppa? – als politieagent
- 1968 The Detective – als Harmon

### Televisieseries
Uitgezonderd eenmalige gastrollen.
- 2022 City on a Hill - als Joe Congemi - 2 afl.
- 2003 Oz – als burgemeester Wilson Lowen – 2 afl.
- 1986-1987 The Equalizer – als rechercheur Frank Standish – 3 afl.
- 1974-1977 The Rockford Files – als Alex Diehl – 8 afl.
- 1976-1977 Serpico – als Tom Sullivan – 16 afl.
- 1974 Harry O – als Frank Cole – 5 afl.

- Bibliothèque nationale de France: cb140451826 (data)
- Gemeinsame Normdatei: 1020415924
- International Standard Name Identifier: 0000 0000 7840 9907
- Library of Congress Control Number: no2001076414
- SNAC: w66z523d
- Système universitaire de documentation: 240738845
- Virtual International Authority File: 71594565
- WorldCat: E39PBJhX8GkPbqkhJ44BXhttKd